# Lissopterus quadrinotatus
Lissopterus quadrinotatus is een keversoort uit de familie loopkevers (Carabidae). De wetenschappelijke naam van de soort is voor het eerst geldig gepubliceerd in 1843 door C.R.Waterhouse.